# Parlamentswahl in Sierra Leone 2018
Die Parlamentswahl in Sierra Leone 2018 sind die Wahlen zum Einkammerparlament in Sierra Leone. Sie fanden am 7. März 2018 statt und damit nicht turnusmäßig nach fünf Jahren, also 2017. Ursache hierfür war die Entscheidung zwischen September und Dezember 2017 ein Referendum abzuhalten.

## Hintergrund
Die Wahlen fanden gemeinsam mit der Präsidentschaftswahl und der Kommunalwahl statt, was 2015 vom Parlament Sierra Leones zunächst abgelehnt worden war. Im Juni 2016 wurde die Verschiebung auf 2018 schlussendlich genehmigt.

## Organisation und Wahlablauf
Im Vorfeld der Wahlen fand bis September 2017 die Wählerregistrierung sowie die Einteilung neuer Wahlkreise statt. Es gibt für die Wahl 3.178.663 registrierte Wahlberechtigte. Die Parteienregistrierung fand zwischen dem 7. Dezember 2017 und 10. Januar 2018 statt.
Die Wahl wurde von Wahlbeobachtermissionen der Europäischen Union, ECOWAS, Commonwealth, dem Electoral Institute for Sustainable Democracy in Africa und The Carter Center begleitet. Diese bezeichneten die Wahl grundsätzlich als frei und fair, mahnten aber „einschüchternde Maßnahmen“ im Wahlkampf an.
Laut der sierra-leonischen Wahlkommission verliefen die Wahlen frei, fair und fast ohne Probleme. Lediglich bei 37 von 17.745 Wahlurnen wurden Unregelmäßigkeiten festgestellt.

## Wahlergebnis
Die amtlichen Wahlergebnisse wurden ab dem 14. März 2018 bekannt gegeben.
- APC: 68
- SLPP: 49
- C4C: 8
- NGCP: 4
- Unabhängige: 3
- Chiefs: 14

| Partei                                         | Stimmen | Stimmenanteile in % | Sitze | Veränderung zu 2012 |
| ---------------------------------------------- | ------- | ------------------- | ----- | ------------------- |
| All People’s Congress (APC)                    | 989.431 | 39,39               | 68    | −1                  |
| Sierra Leone People’s Party (SLPP)             | 964.659 | 38,39               | 49    | +7                  |
| National Grand Coalition Party (NGCP)          | 215.315 | 8,69                | 04    | neu                 |
| Coalition for Change Party (C4C)               | 119.006 | 4,80                | 08    | neu                 |
| Citizens Democratic Party (CDP)                | 31.589  | 1,27                |       |                     |
| Alliance Democratic Party (ADP)                | 19.849  | 0,80                |       |                     |
| People’s Movement for Democratic Change (PMDC) | 19.053  | 0,77                |       |                     |
| National Progressive Democrats (NPD)           | 5173    | 0,21                |       |                     |
| Unity Party (UP)                               | 3715    | 0,15                |       |                     |
| National Democratic Alliance (NDA)             | 3534    | 0,14                |       |                     |
| People’s Democratic Party (PDP)                | 2428    | 0,10                |       |                     |
| Peace and Liberation Party (PLP)               | 2278    | 0,09                |       |                     |
| United Democratic Movement (UDM)               | 1654    | 0,07                |       |                     |
| Republic National Independence Party (RNIP)    | 678     | 0,03                |       |                     |
| United National People’s Party (UNPP)          | 620     | 0,03                |       |                     |
| Revolutionary United Front (RUFP)              | 438     | 0,02                |       |                     |
| National Unity and Reconciliation Party (NURP) | 165     | 0,01                |       |                     |
| Unabhängige Kandidaten                         | 98.439  | 3,97                | 03    | +3                  |
| Paramount Chiefs                               |         |                     | 14    | +2                  |
| Insgesamt (Wahlbeteiligung 84 %)               |         |                     | 146   | +14                 |